# Томас-Еміль фон Віккеде
Томас-Еміль фон Віккеде (нім. Thomas-Emil von Wickede; 22 квітня 1893, Ферден-ан-дер-Аллер — 23 червня 1944, Вальдбах) — німецький воєначальник, генерал піхоти вермахту (1 січня 1944). Кавалер Лицарського хреста Залізного хреста.

## Біографія
Виходець із знатного роду Віккеде. 2 вересня 1913 року поступив на службу фанен-юнкером в мекленбурзький фузілерний полк «Імператор Вільгельм» № 90. Учасник Першої світової війни, воював на Східному фронті. За бойові заслуги відзначений численними нагородами. Після війни продовжив службу в рейхсвері, весною 1930 року поступив на службу в 17-й піхотний полк, в якому служив до вересня 1939 року. Учасник Польської кампанії і, як командир 409-го піхотного полку, боїв на радянсько-німецькому фронті. З 5 червня 1942 по 29 жовтня 1943 року — командир 30-ї піхотної дивізії. З 4 листопада 1943 по 23 червня 1944 року — командир 10-го армійського корпусу.
23 червня 1944 року загинув в авіакатастрофі Ju 52 в Австрії разом з Францом Россі, Едуардом Дітлем і Карлом Егльзером.

## Нагороди

### Перша світова війна
- Залізний хрест 2-го і 1-го класу
- Лицарський хрест королівського ордена дому Гогенцоллернів з мечами
- Хрест «За військові заслуги» (Мекленбург-Шверін) 2-го класу
- Ганзейський Хрест (Гамбург)

### Міжвоєнний період
- Почесний хрест ветерана війни з мечами
- Медаль «За вислугу років у Вермахті» 4-го, 3-го, 2-го і 1-го класу (25 років)

### Друга світова війна
- Застібка до Залізного хреста 2-го і 1-го класу
- Лицарський хрест Залізного хреста (15 серпня 1940)